# Vladislav Tkachiev
Vladislav Ivanovitsj Tkachiev (Russisch: Владислав Иванович Ткачёв) (Moskou, 9 november 1973) is een Franse schaker. Hij komt uit Kazachstan. In 1993 werd hij international meester (IM), hij is sinds 1996 een grootmeester (GM).
In 1982 verhuisde hij met zijn ouders naar Kazachstan, een jaar later leerde hij schaken. In 1985 won hij het nationale jeugdkampioenschap van Kazachstan. In 1992 nam hij namens Kazachstan deel aan de schaakolympiade in Manilla. Twee keer werd hij nationaal kampioen.
In 2004 won hij de Moscow Blitz Superfinal, in 2005 bereikte hij de halve finale van het Russische schaakkampioenschap. Andere overwinningen waren onder meer Oakham 1993, Cannes 1996 (en 1999), Man 1996 en Makarska 1997.
Tkachiev heeft sinds 2006 de Franse nationaliteit en woont in Cannes. In augustus 2006 won hij het Franse nationale schaakkampioenschap, gehouden in Besançon.
In 2007 won hij het Europese schaakkampioenschap in Dresden, na een play-off met de grootmeesters Emil Sutovsky, Dmitri Jakovenko en Ivan Tsjeparinov.
In matches versloeg hij in 1999 Alberto David en John van der Wiel. Hij speelde in een match in 2000 in Cannes tegen Jeroen Piket gelijk. In 2013 won Tkachiev het onderdeel van de Franse Rapid Grand Prix in Nancy.
Tkachiev geeft toe een gejaagd leven te leiden en het lastig te vinden om te gaan met langdurige toernooien met veel bedenktijd per persoon. Zijn voorkeur heeft daarom snelschaken en hier blijkt ook zijn grootste kracht te liggen.
In september 2009 viel Tkachiev tijdens een match op een internationaal toernooi in Calcutta in slaap. Hij had te veel gedronken. Dat gebeurde tijdens het eerste speeluur weer. Hij zag geen andere mogelijkheid dan na 11 zetten op te geven en deed niet meer aan de volgende ronde mee.

## Externe koppelingen
- (en)   Informatie over schaakpartijen van Vladislav Tkachiev op ChessGames.com
- (en)   Informatie over schaakpartijen van Vladislav Tkachiev op 365chess.com
- (en)  FIDE-ratinggegevens voor Vladislav Tkachiev